# Ewald Kasperczyk
Ewald Kasperczyk (ur. 17 maja 1914 w Kochłowicach, zm. 16 listopada 1980 w Katowicach) – polski ksiądz katolicki, proboszcz w Jedłowniku, twórca sanktuarium maryjnego w Turzy Śląskiej.

## Życiorys
Pochodził z rodziny robotniczej. Święcenia kapłańskie przyjął 10 grudnia 1939. Bezpośrednio po nich pracował jako wikariusz w Przełajce, a następnie w parafii WNMP w Wodzisławiu Śląskim. Od wiosny 1947 był administratorem parafii w Wodzisławiu Śląskim - Jedłowniku. W tym samym roku przystąpił do budowy kościoła filialnego w Turzy Śląskiej, pod wezwaniem Najświętszej Maryi Panny z Fatimy. Kościół ten, poświęcony w roku następnym, szybko stał się sławny jako sanktuarium maryjne. Wkrótce ks. Kasperczyk wybudował nowy kościół parafialny w Wodzisławiu Śląskim-Jedłowniku, poświęcony w 1951.
Rozkwitający w Turzy kult maryjny drażnił komunistyczne władze, które w 1953 roku wymogły na władzach kościelnych przeniesienie ks. Kasperczyka do Rybnej-Strzybnicy koło Tarnowskich Gór. Do swojej parafii powrócił w 1957.
Życie religijne sanktuarium oparł na sześciu odpustach dorocznych i comiesięcznych nocnych czuwaniach. Na te uroczystości ściągały liczne rzesze wiernych. Doprowadziło do to zatwierdzenia sanktuarium przez władze kościelne.
Ks. Ewald Kasperczyk jest pochowany w bocznej kaplicy kościoła w Turzy. W kaplicy tej znajduje się figura MB Fatimskiej sprowadzona z samej Fatimy.